# Táo Bàng La
Táo Bàng La là một giống táo ta được diêm dân (người làm nghề muối) phường Bàng La, quận Đồ Sơn, thành phố Hải Phòng ghép trên những gốc táo lai, táo dại. Táo ta sinh trưởng và phát triển tốt trên những gốc táo dại, táo lai, đặc biệt thích đặc biệt là thích nghi và phát triển tốt trên vùng đất chua, mặn, cho năng suất và chất lượng tốt, trở thành cây trồng chủ lực mang lại hiệu quả kinh tế cao. Sản phẩm táo Bàng La là đặc sản địa phương, được thành phố Hải Phòng cho phép chỉ dẫn địa lý và bảo hộ nhãn hiệu tập thể
Tại Bàng La có 687 hộ trồng táo với diện tích 74 ha, trên 31.000 gốc. Hàng năm, Bàng La cung cấp cho thị trường 1.000 tấn táo, đạt doanh thu trên 10 tỷ đồng.